# Giorgio Amati
Giorgio Amati (Frascati, 2 luglio 1920 – Treviso, 23 marzo 1977) è stato un ingegnere italiano.

## Biografia
Trasferitosi con la famiglia da Roma a Gorizia, consegue la maturità al liceo scientifico di Gorizia, si iscrive quindi alla Scuola Normale di Pisa dove all'inizio degli anni quaranta si laurea in fisica teorica. Rimasto in Toscana, alla fine della guerra consegue a Firenze una seconda laurea in ingegneria civile. Per un breve periodo insegna all'Accademia navale di Livorno e successivamente viene assunto dal Comune di Livorno che gli assegna la direzione dell'Ufficio per la stesura del nuovo Piano Regolatore. Nella seconda metà degli anni cinquanta svolge anche attività professionale autonoma per la stesura di piani urbanistici in alcuni comuni della Provincia di Grosseto (Castiglione della Pescaia), della Provincia di Livorno (Piombino, Campiglia Marittima) e di Firenze (San Casciano in Val di Pesa, Campi Bisenzio, Vernio). Collabora con alcuni saggi e articoli alla Rivista Urbanistica diretta da Giovanni Astengo e alla fine degli anni cinquanta partecipa in un gruppo interdisciplinare, che si classifica vincente, al concorso per il nuovo quartiere San Giuliano di Venezia. Sceglie, quindi, di svolgere soltanto la libera professione e si licenzia dal Comune di Livorno, mantenendo però in quella città la residenza e l'iscrizione all'Ordine professionale degli ingegneri. 
Nel Veneto prende contatti con il Comune di Treviso che gli assegna l'incarico della stesura del nuovo Piano Regolatore Generale Comunale, mettendogli a disposizione un vero e proprio Ufficio di Piano; questo fatto gli consente di impostare il nuovo strumento urbanistico sulla base di un rilievo sistematico e generale di tutto il territorio comunale e di effettuare consultazioni ai portatori di interessi nei vari quartieri cittadini, in modo da effettuare le scelte di piano con una conoscenza approfondita della situazione di fatto e delle aspettative dei cittadini. L'iter di stesura e di approvazione del Piano Regolatore Generale si svolge in un periodo di tempo alquanto lungo. Contemporaneamente porta a conclusione i lavori in Toscana ed assume incarichi sempre in campo urbanistico in Provincia di Gorizia (Gradisca d'Isonzo, Cormons, Sagrado, Fogliano Redipuglia, Turriaco, Mossa, Capriva del Friuli, Dolegna del Collio, San Floriano del Collio, Savogna d'Isonzo) e in provincia di Treviso (Sarmede, Fregona, Santa Lucia di Piave), predisponendo gli strumenti urbanistici di vario livello con la stessa impostazione metodologica di analisi diretta e puntuale del territorio e di approfondimento in loco delle specifiche problematiche urbanistiche ed ambientali dei luoghi e degli insediamenti. Nei decenni successivi questo metodo di approccio alle problematiche urbanistiche sarebbe stato reso più facile e meno oneroso dall'adozione delle tecnologie informatiche. 
Contemporaneamente all'attività professionale, continua ad approfondire anche dal punto di vista teorico e culturale le varie problematiche urbanistiche di interesse nazionale e locale; sia nel Veneto che in Toscana e nell'Isontino, pubblica diversi articoli e partecipa ad incontri pubblici e convegni con specifiche relazioni. 
Muore a Treviso il 23 marzo del 1977, dopo breve malattia, ed è sepolto a Gorizia nella tomba di famiglia. 

## Archivio
L'archivio di Giorgio Amati è costituito da due fondi, il primo conservato presso all'Archivio di Stato di Treviso, un secondo fondo conservato presso la  Fondazione Benetton Studi Ricerche,  entrambi i fondi vennero donati dall'architetto Luisa Codellia, collaboratrice dell'ingegner Amati.  